# Glommen
Glommen is een plaats (tätort) in de gemeente Falkenberg in het landschap Halland en de provincie Hallands län. De plaats heeft 687 inwoners (2005) en een oppervlakte van 74 hectare.
De plaats ligt aan de westkust en heeft een eigen haven met een levendige visserij industrie. Landinwaarts wordt Glommen voornamelijk begrensd door akkers.
De gehele plaats Glommen behoort echter niet tot het tätort Glommen, er is ook nog een småort Glommen (noordelijk deel) (Zweeds: Glommen (norra delen)). Dit småort heeft 61 inwoners (2005) en een oppervlakte van 13 hectare.